# Louis Ethis de Corny
Louis-Dominique Ethis de Corny (1736 – 1790) è stato un magistrato, avvocato e rivoluzionario francese.

## Biografia
Era figlio di un avvocato procuratore al Parlamento di Metz la cui famiglia, originaria di Forez, faceva per tradizione risalire la sua genealogia agli Ethe o a Aedh, re di Scozia nell'877. Avvocato e poi subdelegato dall'Intendant della Franca Contea, mantenne una corrispondenza con Voltaire. Commissario di Guerra per l'esercito di Rochambeau durante la Guerra d'indipendenza americana, accompagnò Lafayette e strinse, insieme a sua moglie, rapporti di amicizia con Thomas Jefferson, che riceverà regolarmente a Parigi durante l'ambasciata di quest'ultimo.
Procuratore del Re nella città di Parigi nel 1785, si dimostrò fin dal 1789 un acceso sostenitore della Rivoluzione. Il 14 luglio 1789, partecipò alla presa della Bastiglia tentando una mediazione con il governatore de Launay, ma fu sopraffatto dagli assedianti. Jefferson, suo ospite, racconta l'episodio nella sua autobiografia. 
Corny si rifugiò presso di lui ed educò all'amministrazione suo nipote Claude-François-Étienne Dupin, che sposerà la vedova di Danton, sarà Prefetto sotto il Primo Impero e verrà nominato Barone da Luigi XVIII.
Louis Ethis de Corny è stato nominato membro della "Société des Cincinnati".